# Детмольд (административный округ)
Детмольд (нем. Detmold) — один из пяти административных округов (нем. Regierungsbezirk) земли Северный Рейн-Вестфалии в Германии.
Находится на востоке земли. Образован 1 апреля 1947 года.

## Административное деление
Округ состоит из шести административных районов (которые, в свою очередь, делятся на 69 общин) и одного городского округа.
- Гютерсло
- Херфорд
- Хёкстер
- Липпе
- Минден-Люббекке
- Падерборн

Города, приравненные к районам:
- Билефельд